# Ревякино (Наро-Фоминский район)
Ревякино — деревня в Наро-Фоминском районе Московской области, входит в состав сельского поселения Волчёнковское. Численность постоянного населения по Всероссийской переписи 2010 года — 25 человек, в деревне числятся 2 садовых товарищества. До 2006 года Ревякино входило в состав Афанасьевского сельского округа.
Деревня расположена в юго-западной части района, на левом берегу реки Протвы, примерно в 14 км к югу от города Верея, у границы с Можайским районом и недалеко от границы с Калужской областью. Высота центра над уровнем моря 145 м. Ближайшие населённые пункты — Лапино на противоположном берегу реки, Ефаново в 0,8 км на северо-запад и Телешово в 1,5 км на запад.

## Население
| 2002 | 2006 | 2010 |
| ---- | ---- | ---- |
| 33   | ↘23  | ↗25  |